# 別拉亞區

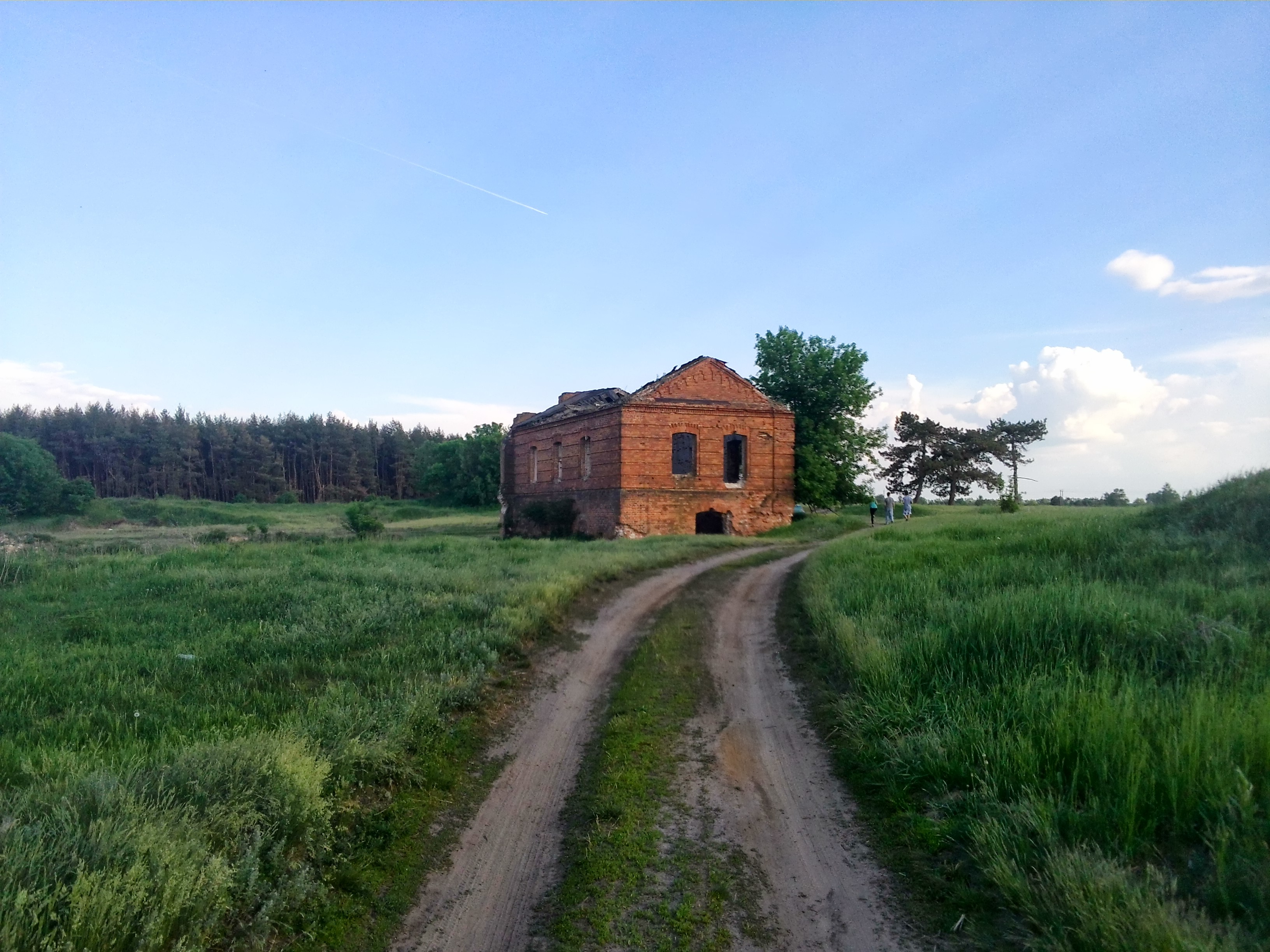

51°03′16″N 35°42′35″E / 51.05444°N 35.70972°E
別拉亞區（俄语：Беловский район），是俄羅斯的一個區，位於該國西部，由庫爾斯克州負責管轄，面積950平方公里，2010年該區人口17,933，人口密度每平方公里18.88人。2024年8月库尔斯克州入侵期间，俄罗斯政府疏散了当地居民。